# (3398) Stättmayer
(3398) Stättmayer ist ein Asteroid des Hauptgürtels. Er wurde am 10. August 1978 von Hans-Emil Schuster in La Silla entdeckt.
Der Asteroid wurde nach dem deutschen Amateurastronomen Peter Stättmayer benannt.